# Códice Tetlapalco
Códice Tetlapalco, o Tira de Don Martín, o “Anales históricos de Tenampulco”, -lugar situado al noroeste del estado de Puebla-, o Codex Saville, es un documento pintado en papel en amate, de 146.25 x 14 cm, elaborado por indígenas por el período del año 1450 al 1557 en Texcoco, adquirido por el Dr. Marshal H. Saville, ahora resguardado en Estados Unidos en el Museo Nacional de los indios americanos (NMAI), del Instituto Smithsoniano.
El códice contiene texto pictográfico, aunque aparentemente otros se han borrado por el tiempo, lo cual no se ha podido tener una interpretación completa del mismo.
En el documento se describe la sucesión de 5 señores de la casa real tenamulquense, vinculada con la sucesión de los tlatoanis tenochetacas de 1402 a 1545. Describe el acenso al trono de señores mexicas desde Huitzilihuitl, hasta Motecuhzoma II Xocoyotzin. También se aprecia en el rollo una escena de la conquista de México, hecho ocurrido en 1521. En otra parte se dice que indica una biografía de una comunidad.  
También incluye dos dibujos muestran imágenes de personas santas, por su aureola, con cierto parecido con la Virgen de Guadalupe. Uno está como la representación de bulto, tridimensional sobre su peana y su aureola, lleva manto ceñido con una cinta. y otro aparente bidimensional, pues está enmarcado. El primero es una mujer con su vestido, manto y aureola y oros detalles. El otro muestra una mujer, con las manos en forma de súplica u oración, manto, túnica, y gran corona en la parte superior.
Además, está el símbolo de una cruz con un letrero superior de dice “INRI”, pero la “N” al revés, una campana, y varios círculos xihuitl coloreados de azul y otros con un número 4 al centro, que pudieran ser monedas.
Más debajo de la tira, se muestra a un guerrero español montado a caballo, con una espada en su mano izquierda, amenazando a un guerrero azteca con un escudo el cual contiene una V invertida y una serie de tiras colgando del mismo. El azteca tiene una actitud defensiva pues porta una espada en su mano izquierda, vestimenta y su calzado. En la parte más inferior muestra una serie de huellas de pies. Otros signos están incluidos en el códice. 